# Czamanske Ridge
Czamanske Ridge (in lingua inglese: Dorsale Czamanske) è una dorsale rocciosa antartica situata tra la Jaeger Table e il Welcome Pass, nel Dufek Massif dei Monti Pensacola, in Antartide. 
La dorsale è stata mappata dall'United States Geological Survey (USGS) sulla base di rilevazioni e foto aeree scattate dalla U.S. Navy nel periodo 1956-66.
La denominazione è stata assegnata dall'Advisory Committee on Antarctic Names (US-ACAN) in onore di Gerald K. Czamanske, geologo dell'United States Geological Survey (USGS) e membro del gruppo che conduceva ricerche nei Monti Pensacola nel 1976-77.